# Zimmerei
Eine  Zimmerei ist ein Betrieb, der Zimmererarbeiten ausführt.
Es kann sich hierbei um ein eigenständiges Unternehmen handeln oder um eine Abteilung einer größeren Organisation, z. B. eines Bauunternehmens. Zimmereien bieten teils auch Leistungen verwandter Handwerke wie Dachdecker an oder sind mit einem Sägewerk verbunden. Es gibt sowohl Zimmereien die den gesamten Leistungsumfangs des Handwerks anbieten, wie auch solche, die sich auf Teile spezialisiert haben, z. B. Blockhausbau. 
Im Allgemeinen verteilt sich die Arbeit heute zwischen den Vorbereitungsarbeiten, insbesondere Abbund im Betrieb und den Montagearbeiten auf der Baustelle. Insbesondere historisch waren Zimmerein auch als reine Stör-Betriebe ausschließlich am Bauplatz tätig, wo auch der Abbund erfolgte. 
In einer Zimmerei arbeiten zumeist Zimmerer an Holzbauwerken, Holzkonstruktionen und Bauteilen. Das hauptsächlich eingesetzte Material ist Vollholz (Schnittholz, Furniere usw.). Heutzutage werden auch andere Plattenwerkstoffe und Kunststoffe sowie Aluminium verarbeitet. 
Der Begriff Zimmerei wird auch für die zugehörige Werkstätte verwendet, diese umfasst heute klassisch: Abbundhalle oder Abbundplatz, Maschinenraum, Bankraum, Büro, sowie Lagerplatz. 

## Weitere Bedeutungen
Umgangssprachlich wird Zimmerei auch zusammenfassend für die Tätigkeiten des Zimmerer-Handwerks, beziehungsweise das Gewerbe oder auch das Berufsbild des Zimmerers verwendet.